# Höllenschiff
Als Höllenschiffe bezeichneten die alliierten Kriegsgefangenen im Pazifikkrieg während des Zweiten Weltkriegs die japanischen Transportschiffe, mit denen sie in Gefangenenlager im Japanischen Kaiserreich, Mandschukuo oder zu größeren Bauprojekten wie der Thai-Burma-Eisenbahn gebracht wurden. Auch in Japan werden diese Schiffe heutzutage als Jigokusen (jap. 地獄船) bezeichnet, was derselben Bedeutung entspricht.
Die Gefangenen stammten aus Hongkong, den Philippinen und den ehemaligen britischen und niederländischen Kolonien in Südostasien. Zusammen mit einer großen Zahl Einheimischer wurden sie als Zwangsarbeiter in Bergwerken, Seehäfen oder der Schwerindustrie eingesetzt.

## Geschichte
Da das Japanische Kaiserreich sich nicht in der Lage sah, eine so große Zahl Kriegsgefangener in den eroberten Gebieten unterzubringen und mit Wasser und Nahrung zu versorgen, und diese in ihren Augen zudem noch gute Dienste als Zwangsarbeiter leisten konnten, setzte die Kaiserlich Japanische Marine ab 1942 Frachtschiffe und in seltenen Fällen auch Passagierdampfer als Transportschiffe ein. Eine Kennzeichnung der Schiffe als Lazarettschiffe wurde nicht vorgenommen. Daher kam es dazu, dass etliche Transporter von US-amerikanischen, britischen und niederländischen U-Booten torpediert und versenkt wurden. Einige Schiffe fielen auch alliierten Luftangriffen zum Opfer. Während der Angriffe kam es immer wieder zu Massakern, da das japanische Militär mit Maschinengewehren auf alle Gefangenen schoss, denen es gelungen war, sich über Bord zu retten.
Die Zustände während der teilweise monatelangen Überfahrten, bei denen auch oft die Schiffe gewechselt wurden, waren unmenschlich. Da das Kaiserreich Japan sich nicht an die Genfer Kriegsgefangenen-Konvention gebunden sah und die Kriegsgefangenen in ihren Augen keine Ehre mehr besaßen, da sie nicht bis zum Tod gekämpft hatten, fiel ihre Behandlung entsprechend aus. Die Gefangenen wurden unter Deck dicht gedrängt in die Laderäume gesperrt, wo sie kaum sanitäre Anlagen vorfanden und nur äußerst unzureichend mit Wasser und Nahrung versorgt wurden. Andere, die unter Deck keinen Platz fanden, verbrachten die Zeit auf dem Oberdeck und waren jeder Witterung ausgesetzt. Auf die kleinsten Vergehen hatte das japanische Militär die Todesstrafe ausgesetzt, die auch rigoros vollstreckt wurde. Viele Gefangene überlebten die Überfahrten nicht und starben an Unterernährung, Austrocknung oder tropischen Krankheiten. Einige begingen Suizid und wieder andere wurden von ihren wahnsinnig gewordenen Kameraden ermordet.

## Liste der gesunkenen Höllenschiffe

### 1942
- 22. Juni – Montevideo Maru (もんてびでお丸) von Rabaul nach Hainan – Gefangene: 1053 Australier, Tote: 1053 (nicht gesichert) – Torpediert und versenkt am 1. Juli durch die USS Sturgeon. Die Versenkung gilt bis heute als größte Seekatastrophe Australiens.[2]
- 27. September – Lisbon Maru (りすぼん丸) von Hongkong nach Shanghai – Gefangene: 1816, Tote: 842 – Torpediert und versenkt am 1. Oktober durch die USS Grouper. Die Überlebenden wurden an Bord der Shinsei Maru gebracht.

### 1943
- 25. November – Suez Maru (すゑず丸) von Ambon nach Java – Gefangene: 546, Tote: 546 – Torpediert und versenkt durch die USS Bonefish am 28. November.

### 1944

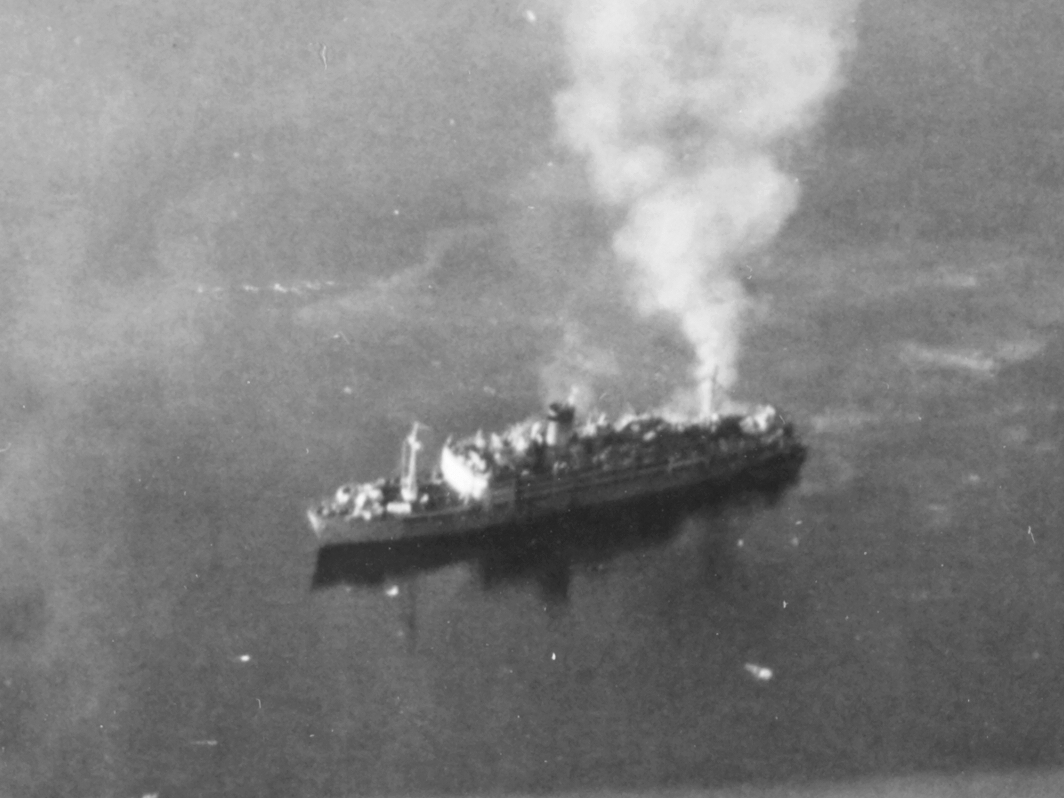
Die Oryoku Maru während des Luftangriffs in der Subic-Bucht bei Olongapo

- 20. Januar – Ikoma Maru (生駒丸) von Palau nach Hollandia – Gefangene: 611, Tote: 418 – Torpediert und versenkt durch die USS Seahorse am 21. Januar.
- 24. Februar – Tango Maru (丹後丸) von Java nach Ambon – Gefangene: 3500, Tote: 3000 – Torpediert und versenkt durch die USS Rasher am 25. Februar.
- 18. Juni – Tamahoko Maru (玉鉾丸) von Formosa zu einer der japanischen Hauptinseln – Gefangene: 772, Tote: 560 – Torpediert und versenkt durch die USS Tang am 24. Juni.
- 4. August – Kōshū Maru (光州丸) von Batavia nach Makassar – Gefangene: 1513, Tote: 1239 – Torpediert und versenkt durch die USS Ray am 8. August.
- 6. September – Kachidoki Maru (勝鬨丸) von Singapur zum Japanischen Kaiserreich – Gefangene: 900, Tote: 400 – Torpediert und versenkt durch die Pampanito am 12. September.
- 6. September – Rakuyō Maru (楽洋丸) von Singapur zum Japanischen Kaiserreich – Gefangene: 1318, Tote: 1.159 – Torpediert und versenkt durch die USS Sealion II am 12. September.
- 7. September – Shin’yō Maru (真洋丸) von Davao nach Manila – Gefangene: 750, Tote: 667 – Torpediert und versenkt durch die USS Paddle am selben Tag.
- 18. September – Jun’yō Maru (順陽丸) von Java nach Sumatra – Gefangene: 6343, davon 2300 britische, niederländische, australische und amerikanische Soldaten und 4200 Zwangsarbeiter aus Java (Romushas), Tote: 5.620 – Torpediert und versenkt am 18. September südwestlich vor Sumatra bei Mukomuko durch die HMS Tradewind.
- 20. September – Hōfuku Maru (豊福丸; auch Toyofuku Maru gelesen) von Manila zum Japanischen Kaiserreich – Gefangene: 1289 Briten und Niederländer, Tote: 1.047 – Bombardiert und versenkt durch ca. 40 Flugzeuge eines amerikanischen Flugzeugträgers am nächsten Tag vor der Subic-Bucht, Luzon.

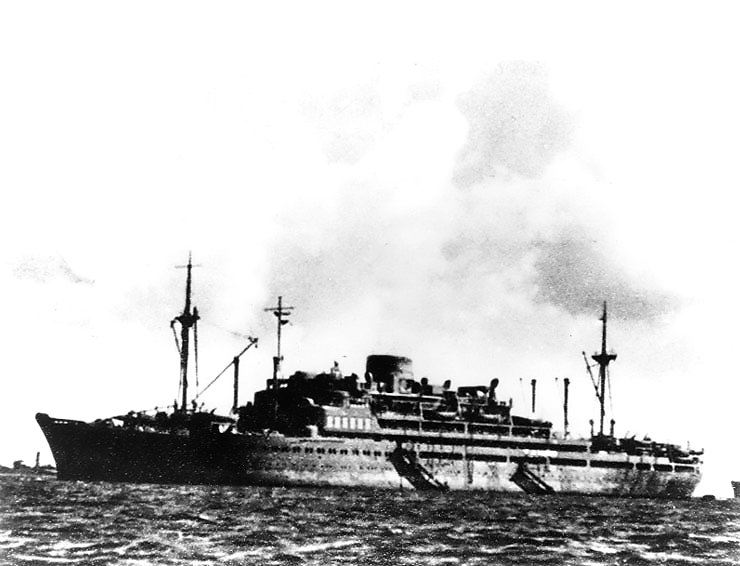
Schiff vom Typ der Brazil Maru

- 21. September – Kaishun Maru von Mindanao nach Manila – Gefangene: 150, Tote: unbekannt – Bombardiert und versenkt durch Flugzeuge eines amerikanischen Flugzeugträgers am selben Tag vor Cebu.
- 21. Oktober – Arisan Maru (阿里山丸) von Manila zum Japanischen Kaiserreich – Gefangene: 1800 Amerikaner (Überlebende des Todesmarsches von Bataan 1942), Tote: 1792 – Torpediert und versenkt durch die Shark oder Snook am 24. Oktober. Die Versenkung gilt bis heute als größte Seekatastrophe der USA.
- 14. Dezember – Ōryoku Maru (鴨緑丸) von Manila zum Japanischen Kaiserreich – Gefangene: 1620, Tote: 300 – Bombardiert und versenkt durch Flugzeuge des amerikanischen Flugzeugträgers Hornet am nächsten Tag bei Olongapo in der Subic-Bucht, Luzon.
- 27. Dezember – Awa Maru von Singapur zum Japanischen Kaiserreich – Gefangene: 1070, Tote: 316

### 1945
- 14. Januar – Brazil Maru von Formosa zu einer der japanischen Hauptinseln – Gefangene: 925, Tote: 450

Daten:

## Belege
1. ↑  Japanische Regeln auf den Höllenschiffen (Memento vom 29. September 2007 im Internet Archive)
2. ↑  The sinking of the Montevideo Maru unter: Archivierte Kopie (Memento des Originals vom 14. März 2007 im Internet Archive)  Info: Der Archivlink wurde automatisch eingesetzt und noch nicht geprüft. Bitte prüfe Original- und Archivlink gemäß Anleitung und entferne dann diesen Hinweis.
3. ↑  List of Hellship Voyages (englisch) (Memento vom 22. Juni 2006 im Internet Archive)
4. ↑  Major Sinkings of POW Hell-Ships unter: http://www.mansell.com/pow_resources/hell_ship_losses.html